# Сімейні обставини (фільм, 1977)
«Сімейні обставини» — радянський художній фільм 1977 року, знятий режисером Леонідом Мартинюком на кіностудії «Білорусьфільм».

## Сюжет
Екранізація повісті О. Ліханова «Обман». Жили син та мати, були добрими друзями. Про свого батька хлопчик знав лише з оповідань матері. Знав та любив нею створений образ. Мріяв стати льотчиком-випробувачем, як загиблий батько. Зі смертю матері обривається коротке щастя Сергія. Обманом обернулося минуле щасливе життя. Виявляється, батько живий, але байдужий до свого сина, а батьківські почуття вітчима — удавані. До Сергія приходить бажання віддати «борги» цим людям.

## У ролях
- Гнат Данильцев — Сергій Воробйов
- Зінаїда Славіна — Ганна Воробйова, мати Сергія
- Едуард Марцевич — Никодим, вітчим
- Валентина Титова — Ніна, подруга Ганни Воробйової, дикторка
- Володимир Басов — Андрон, освітлювач на телебаченні
- Любов Малиновська — бабуся
- Олександра Климова — Вероніка Макарівна, вчителька
- Ернст Романов — Авдєєв
- Казимірас Віткус — Доронін, льотчик, Герой Радянського Союзу
- Анатолій Ведьонкін — Олег Андрійович, міліціонер
- Олексій Миронов — дядько Іван
- Валерія Лиходєй — Галя, однокласниця Сергія Воробйова
- Марія Зінкевич — Марійка, провідниця
- О. Корольова — епізод
- М. Васильєва — епізод
- Людмила Дементьєва — епізод
- Н. Каверіна — епізод
- Тамара Муженко — продавчиня
- Римма Маленченко — епізод
- Ніна Піскарьова — епізод
- Світлана Турова — епізод
- Ніна Розанцева — епізод
- Галина Рогачова — жінка в аеропорту
- А. Сівкова — епізод
- Г. Чунарьова — епізод
- Нінель Жуковська — епізод
- А. Понкрат — епізод
- Олександр Безпалий — епізод
- Юрій Іванов — епізод
- Валерій Анісенко — епізод
- Вілен Розенек — епізод
- Олександр Кашперов — лейтенант міліції
- В. Воронюк — епізод
- Павло Биков — епізод
- Серафим Міліцин — епізод
- А. Базилевський — епізод
- В. Мишко — епізод
- М. Рахунок — епізод
- Володимир Шеліхін — працівник радіо, колега Ганни Воробйової
- І. Кохан — епізод
- Анатолій Сутягін — епізод
- В. Шуригін — епізод
- Василь Шур — епізод
- Денис Клименко — Котька
- Люся Павлова — епізод
- Володимир Зубенко — епізод
- Сергій Іванов — чоловік у пологовому будинку

## Знімальна група
- Режисер — Леонід Мартинюк
- Сценарист — Альберт Ліханов
- Оператор — Фелікс Кучар
- Композитор — Шандор Каллош
- Художник — Володимир Чернишов